# دختر روستایی (نمایش‌نامه ۱۹۵۰)
دختر روستایی (انگلیسی: The Country Girl) یک نمایش نامه درام در سال ۱۹۵۰ می‌باشد که توسط کلیفورد اودتس نوشته شده‌است. بعدها در سال ۱۹۵۴ فیلمی با همین نام از این داستان اقتباس شد.